# Municipio de Liberty (condado de Perkins)
El municipio de Liberty (en inglés: Liberty Township) es un municipio ubicado en el condado de Perkins en el estado estadounidense de Dakota del Sur. En el año 2010 tenía una población de 13 habitantes y una densidad poblacional de 0,14 personas por km².

## Geografía
El municipio de Liberty se encuentra ubicado en las coordenadas 45°51′47″N 102°23′14″O / 45.86306, -102.38722. Según la Oficina del Censo de los Estados Unidos, el municipio tiene una superficie total de 92.91 km², de la cual 92,74 km² corresponden a tierra firme y (0,19 %) 0,18 km² es agua.

## Demografía
Según el censo de 2010, había 13 personas residiendo en el municipio de Liberty. La densidad de población era de 0,14 hab./km². De los 13 habitantes, el municipio de Liberty estaba compuesto por el 100 % blancos. Del total de la población el 0 % eran hispanos o latinos de cualquier raza.